# Priya Rai
Priya Rai (in hindi: प्रिया राय; Nuova Delhi, 25 dicembre 1977) è un'ex attrice pornografica statunitense.

## Biografia
Nata in India, si trasferì con la famiglia negli Stati Uniti d'America a due anni. Frequentò l'università dell'Arizona, ma abbandonò gli studi, lavorando come modella e ballerina. Cominciò la carriera da pornostar nel 2007. Nel 2009 ha ottenuto il suo primo e unico AVN Awards per la miglior scena di sesso di gruppo tra sole ragazze.
Nel 2011 si sottopose a mastoplastica ottenendo una coppa E. Due anni più tardi, ha abbandonato l'industria cinematografica.

## Riconoscimenti
- AVN Awards
  - 2009 – Best All-Girl Sex Scene (film) per Cheerleaders con Jesse Jane, Shay Jordan, Stoya, Adrianna Lynn, Brianna Love, Lexxi Tyler, Memphis Monroe e Sophia Santi[6]
- NightMoves Award
  - 2011 - Best MILF Performer[7]

## Filmografia parziale
- Breast Worship 4 (2012) - Jules Jordan Video
- Busty Beauties: Breast Meat (2008) - Hustler Video
- Busty Housewives (2008) - Elegant Angel Productions
- Busty Loads 1 - (2007) - Voodoo House
- Cheating Wives Tales 8 (2007) - New Sensations
- Cheerleaders (2008) - Digital Playground
- Control 10 (2008) - Digital Playground
- Cougar Hunter (2009) - Wicked Pictures
- Deeper 9 (2008) - Digital Playground
- Jesse Jane: Kiss Kiss (2008) - Digital Playground
- Netchixxx Penthouse (2008)
- m'Octopussy: A XXX Parody (2010) - New Sensations
- Straight Double D's (2011) - BlueBird Films
- Surfer Girls 2 (2008) - Shane's World
- We Got 'em All (2007) - Back End Productions